# Lazare Hoche
Louis Lazare Hoche (25. června 1768 v Montreuil (dnes součást Versailles) – 19. září 1797 ve Wetzlaru) byl francouzský général de division z období Velké francouzské revoluce, který se stal známým svou účastí na potlačení povstání ve Vendée v roce 1795.
V roce 1797 mu byla kromě velení armády v okupovaném Porýní svěřena odpovědnost za civilní správu „zemí mezi Rýnem, Mázou a Moselou“. Ve stejném roce zastával i funkci ministra války. Až do své smrti podporoval snahy o republikánskou ústavu a vznik Cisrhénské republiky, které se nakonec neuskutečnily.

## Životopis
Hoche byl synem bývalého vojáka a garde-chenil du roi (tj. Strážce královských honičů). Farář ze Saint-Germain-en-Laye si všiml jeho inteligence; poskytl mu lekce latiny a vzbudil jeho zájem o antické spisovatele a filozofy.
Ve věku 15 let se Hoche stal stájníkem v écuries de Versailles (královské koňské stáje) a v 16 letech se připojil k pluku Gardes-Françaises. Jeho velmi skromný původ mu nezabránil v rychlé kariéře v revoluční armádě. Ve 24 letech byl již v hodnosti generála.
Jeho domácí političtí oponenti způsobili, že byl v Paříži dvakrát obžalován. V roce 1792 za údajnou spoluúčast na Dumouriezově zradě proti Republice a přestup k Rakušanům. V roce 1794 se proti němu spikl generál Pichegru s radikálně revolučním komisařem Konventu Saint-Justem. Hoche byl zatčen v Nice v březnu na cestě k velení v italské armádě a obviněn ze zrady Republiky a uvězněn v Conciergerie. Teprve pád Robespierra a změna vlády v srpnu 1794 ho pravděpodobně zachránily před gilotinou.
Jeho politický postoj se formoval v diskusních skupinách pařížských republikánských klubů, vojenské znalosti získal na seminářích École polytechnique u Lazara Carnota.
Od března 1794 byl ženatý s Adélaide Dechaux z Thionville. Jediným jejich dítětem byla dcera Jenny, která se narodila v roce 1796 a později se provdala jako komtesa des Roys. Hoche zemřel v roce 1797 na akutní plicní resp. bronchiální onemocnění. Jeho hrob se nachází v Německu v Monument General Hoche v obci Weißenthurm. Odtud zahájil své poslední úspěšné tažení proti rakouským císařským jednotkám.

## Ocenění

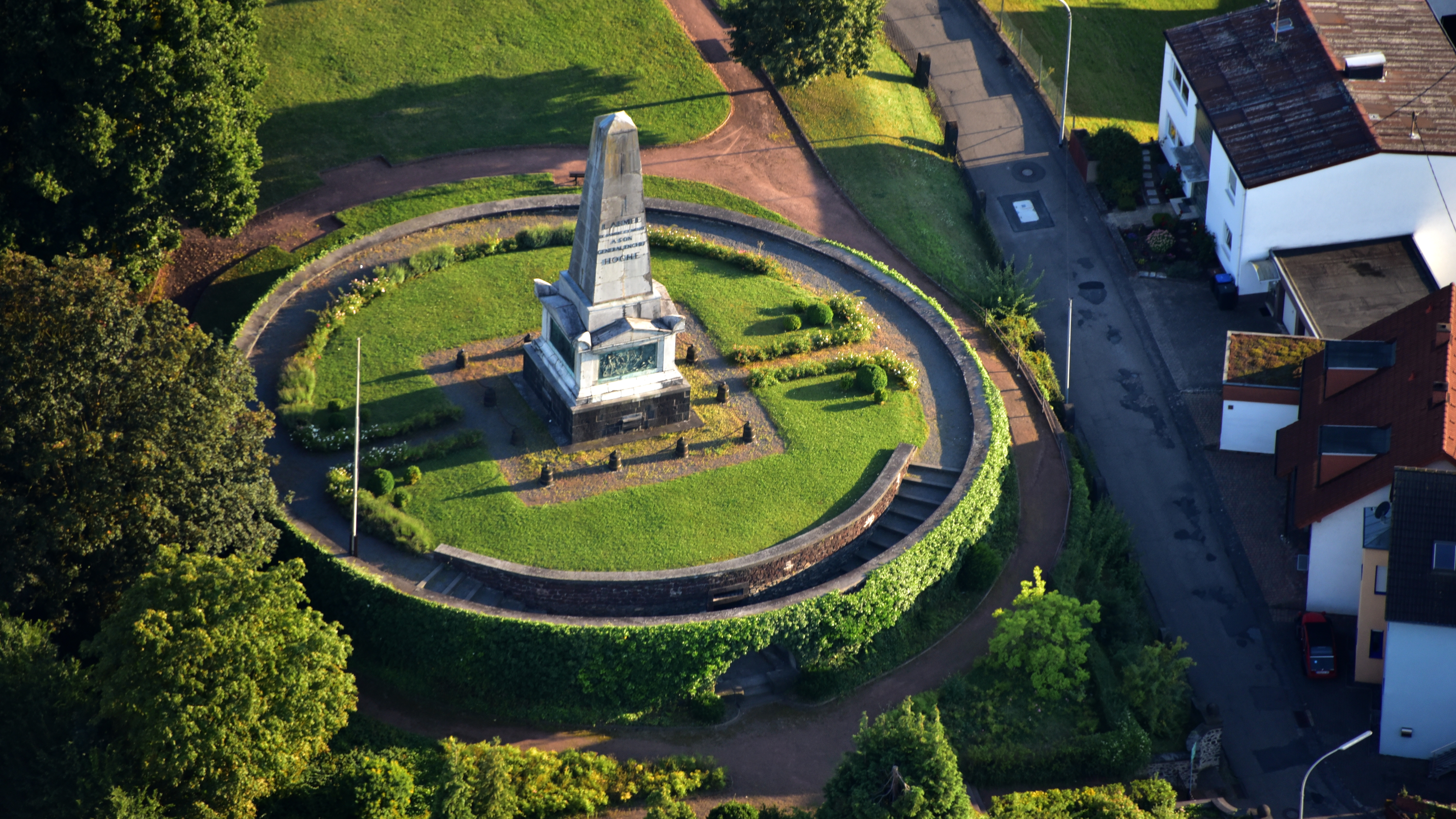
Weißenthurm, Monument General Hoche, letecký pohled (2016)

Jeho jméno je vytesáno na Vítězném oblouku v Paříži. Jedna z hlavních tříd vedoucích k Vítěznému oblouku je Avenue Hoche. Pomníky se sochami generála stojí v Quiberonu, ve Versailles a na Rue de Rivoli v Paříži, na fasádě Louvru.
Poctou ještě za jeho života byla veřejná chvála vlády za potlačení povstání ve Vendée spojená s darem páru ušlechtilých koní pro jeho kočár a párem pistolí od nejslavnějšího pařížského výrobce zbraní.
Nekrology a pocty věnované Hocheovi po jeho smrti pocházely z republikánských i royalistických, konzervativních kruhů. Oba politické proudy, které převládaly v porevoluční Francii od roku 1797 do protiroaylistického převratu 4. září (22. fructidor) ho chválily jako „Bonaparta na Rýnu“, který zemřel příliš brzy.
Poslední velkou poctou byl 7. července 1919 převoz jeho ostatků do Weißenthurmu. Francouzské a americké jednotky (Porýní na sever od linie Mosely bylo do roku 1922 americkou okupační zónou) vytvořily špalír z Koblenze-Lützelu až do 20 km vzdáleného Weißenthurmu. Přítomni byli vysocí vojenští důstojníci spojeneckých okupačních sil, maršál Foch a americký generál Allen.